# 瓦雷澤省
瓦雷澤省（義大利語：Provincia di Varese）是意大利伦巴第大区的一個省。面積1,198.11平方公里，2021年12月底人口878,059人。首府瓦雷澤。
下分138市鎮。